# Закляті друзі
«Закляті друзі» (англ. Frenemies) - художній фільм 2012 року на основі однойменної книги Алекси Янг. Головні ролі виконали Белла Торн, Зендая, Стефані Скотт, Нік Робінсон і Мері Маусер. Прем'єра фільму відбулася на каналі Дісней 13 січня 2012 у Сполучених Штатах і Канаді.

## Зміст
Дві дівчини спільно управляють досить цікавим сайтом. У них в запасі багато цікавих історій, три з яких вони продемонструють глядачам. Ви побачите пригоди хлопчини з собакою і еволюцію їх дружби; спроби двох подруг влаштується на одну вакансію, а також сучасну інтерпретацію роману «Принц і жебрак».

## Ролі
| Актор           | Роль            |
| --------------- | --------------- |
| Белла Торн      | Авалон Грін     |
| Зендая          | Хайлі Брендон   |
| Мері Маусер     | Саванна / Емма  |
| Нік Робінсон    | Джейк           |
| Стефані Скотт   | Джуліанна       |
| Яша Вашингтон   | Кендол Брендон  |
| Ділан Еверетт   | Ланс Ланкастер  |
| Кетрін Грінвуд  | Лайза Логен     |
| Дуг Мюррей      | Роджер О'Ніл    |
| Клайв Уолтон    | Уолт Рейнолдс   |
| Наталі Редфорд  | Жаклін Рейнолдс |
| Жаслін Ванлі    | Чері-Стріт Клер |
| Джессі Бостік   | Еммет           |
| Джуліан Кеннеді | Оуен            |
| Нив Вілсон      | Бріттані        |

## Знімальна група
- Режисер — Дейзі Майер
- Сценарист — Дана Сейвел, Венді Уайнер, Джим Крейг
- Продюсер — Ліс Моргенштейн, Боб Леві